# Greifreifen

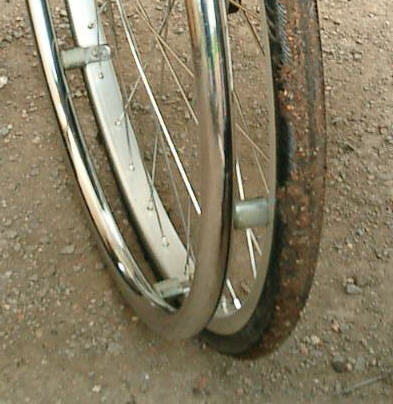
Rollstuhlrad mit Greifreifen

Ein Greifreifen (auch: Greifring) ist der jeweils außen am Rollstuhlrad angebrachte Metallreifen, an den der Rollstuhlfahrer zur Fortbewegung greift. 
Der Greifreifen wird durch Stege an der eigentlichen Felge befestigt, wobei der Abstand zum Rad je nach den Bedürfnissen und Wünschen des Benutzers eingestellt werden kann (engere oder weitere Montage). Vor der Montage wird über diese Stege in der Regel ein kurzer Abschnitt eines Gummischlauchs gezogen, um das Risiko von Fingerverletzungen beim Fahren zu vermindern. Es sind auch Versionen auf dem Markt, bei denen Felge und Greifreifen eine Einheit bilden. Es handelt sich dabei um ein Aluminiumprofil, das am Stück gezogen und später gerundet und verschweißt wird. Der Nachteil von Verletzungen durch die Greifreifenspalte entfällt hier, ebenso die Gefahr von Reifenschäden durch die Schrauben in der Felge, dafür stellt aber das Regenwasser ein größeres Problem dar als bei den herkömmlichen Greifreifen.
Greifreifen werden heutzutage meist aus Edelstahl, Titan oder Aluminium hergestellt. Edelstahlgreifreifen haben den Vorteil, dass sie im Gebrauch - etwa bei längerem Bremsen auf Gefällestrecken - nicht so schnell heiß werden und nicht wie Titangreifreifen schwarze Spuren an den Händen des Rollstuhlfahrers hinterlassen. Sie sind dafür aber deutlich schwerer. Lackierte oder beschichtete Greifreifen werden durch Gebrauchsspuren schnell unansehnlich und aufgeraut und sind daher relativ selten anzutreffen. Hauptsächlich für Tetraplegiker gedacht sind Gummiüberzüge für die Greifreifen, die auch bei fehlender Handfunktion besseren Halt und damit leichteres Dirigieren des Rollstuhls ermöglichen.